# A. P. Hill
Ambrose Powell Hill Jr. (1825. november 9. – 1865. április 2.) hivatásos katona, mérnök. Az amerikai polgárháború során a Konföderáció tábornoka lett. Általában A. P. Hill néven emlegették a szignója alapján és nem volt rokonságban D. H. Hill tábornoktársával. Harcolt a mexikói–amerikai háborúban és a szeminol háborúkban is, de mindkettőben lekéste a nagyobb ütközetek idejét.
A virginiai születésű Hill az Egyesült Államok hivatásos tisztje volt, harcolt a mexikói–amerikai háborúban és a szeminol háborúkban, mielőtt a Konföderációs Államok hadseregéhez csatlakozott. A polgárháború kitörése után hamar hírnevet szerzett magának. 1862-ben parancsnoka lett A. P. Hill könnyűhadosztálya névre keresztelt kontingensnek a hétnapos hadjáratban. Mivel parancsnokával, James Longstreettel párbajkihívásig fajuló vitája lett egy újságcikkből kifolyólag, ezért Robert E. Lee tábornagy áthelyezte Stonewall Jackson parancsnoksága alá. Jacksonnal ugyan alig lett jobb viszonya, a hadtestparancsnok később le is tartóztatta, mert egy meg nem kapott parancs miatt kötelességmulasztást rótt fel neki. Ennek ellenére harci teljesítményében Hill legjobb hadosztályparancsnoka lett. Hill húzta ki őt a bajból a Cedar Moutain-i ütközetben, állta az uniós rohamokat a második Bull Run-i csatában, az utolsó pillanatban mentette döntetlenre az antitami csatát az erőltetett menetben megérkezésével és ellentámadásával, majd védte Fredericksburgöt.
Jackson 1863 májusi halála után, a chancellorsville-i csatát követően Lee tábornagy Hillt választotta a frissen megalakított harmadik hadtest élére és előléptette altábornagynak. 1863 júniusában Hill északra vezette hadtestét és részt vett a gettysburgi csatában. 1863 őszén elhamarkodott támadást indított a Bristoe Station-hadjáratban, melyet támogatni sem sikerült. A Mine Run-hadjáratban részt vett, de nem került sor olyan összecsapásra, amelyben aktív szerepe lett volna. 1864 májusában a vadon csata folyamán kiújult betegsége és teljesen ágyhoz kötötte. Többször meg kellett szakítania szolgálatát egyre súlyosbodó húgyúti és prosztatabántalmak miatt, melyből végül csak a háború befejezése előtt tért vissza az Észak-Virginiai Hadsereghez. A harmadik petersburgi ütközetben ölték meg a harctéren egy uniós katona elfogása közben.

## Ifjúsága és tanulmányai
Hill Culpeperben született, Thomas és Fannie Russell Baptist Hill hetedik és utolsó gyermekeként. Nevét nagybátyja, Ambrose Powell Hill (1785–1858) után kapta, aki a virginiai törvényhozás mindkét kamarájában ellátta a törvényhozói funkciót. Egy másik inspiráló hatás lehetett Ambrose Powell százados, indiánok ellen harcoló katona, felfedező, sheriff és képviselő, aki mellesleg James Madison elnök régi barátja volt. Apja nagyon sikeres kereskedő, farmer és politikus lett, akit intézményesen „az Őrnagy” néven emlegettek. Édesanyja apró termetű és törékeny asszony volt, aki egész életében saját érzelmeivel és képzelt betegségekkel harcolt és az egész család minden szeretete rá irányult. Powell szintén nagyon közel állt édesanyjához; testvéreinél jobban tolerálta anyja nehézségeit. A gyermek négyéves korától szüleivel a North Main street utcájában lakott Culpeperben. Egy másik verzió ugyanezt hétéves korára teszi. A gyermeket egész családja Powell néven emlegette, így az Ambrose keresztnevet önmaga sem használta később és katonái is mint kis Powell ismerték. Powell legszívesebben apjával horgászott és vadászott. Nagyon korán megtanult lovagolni és kiválóan bánt a hátasaival.
Tíz éves korára Andrew Broadus tiszteletes egy tantermes iskolájának tanulója lett. Imádott Napóleonról olvasni és gyakran szervezte a környékbeli gyerekeket hadseregbe és játszott katonásat. Powell megbízható, energikus és intelligens gyermeknek bizonyult. Tizenkét éves korában beíratták a Black Hills Szemináriumba. A szeminárium három mérföldre északra volt Culpepertől, fő vonzerejét Albert G. Simms iskolamester képezte, aki erkölcsös baptista oktatóként mélységesen elítélte a lustaságot, folyvást latin idézetekkel növelte nebulói bölcsességét. A vallásos neveléssel kapcsolatban Hill meglehetős ellenállást mutatott. Egész családja kénytelen volt Fannie-t követni, aki az 1840-es divatját követve episzkopálisból baptistává vált és Powell nem tudott lelkesedni az vallási lázért.

## A West Point katonai akadémia
Powel természetes vonzódása folyamán közelített a katonai pályához és apja bátorította ebben. 1842-ben iratkozott be az Egyesült Államok katonai akadémiájára, West Pointban. Albert Simms iskolamester kézfogás közben azzal búcsúzott: „Dulce et decorum est pro patria mori.” Powell gyakran idézte a fordítást, mely kb. a hazáért meghalni édes és dicsőséges. 1842-ben az évfolyam 85 kadét részvételével indult. Hill hamar tudott barátokat találni, köztük sok későbbi prominens tábornokkal, mint Birkett D. Fry, David R. Jones, Dabney Maury, John G. Foster, Darius N. Couch, George Pickett, Jesse L. Reno, George Stoneman, Truman Seymour, Cadmus M. Wilcox Samuel D. Sturgis és George B. McClellan. Későbbi parancsnoka, Thomas J. "Stonewall" Jackson ugyanebbe az évfolyamba tartozott, de nem jöttek ki egymással. Hill magasabb szociális státuszt élvezett Virginiában és szabadidejét is szívesebben töltötte mások társaságában. Ehhez képest a puritán Jackson megvetette a léhaságot és a kényelmet, vallását pedig sokkal komolyabban gyakorolta, hogysem Hill azt tolerálni tudta volna. Szobatársa McClellan lett, akinek brilliáns előmenetele és bizalmas barátsága átsegítette Hillt a tanulmányi nehézségeken.
1844-ben Hill a nyári tanulmányi szabadságolásról való visszatérés közben kankót kapott és olyan mennyiségű mulasztáshoz vezető megbetegedésnek bizonyult, hogy a harmadévét meg kellett ismételnie az iskolában. Míg saját évfolyama továbbhaladt, őt beosztották az eggyel fiatalabb évfolyamba, amelyik 1847-ben végzett. Itt új barátokra tett szert elsősorban Henry Heth, Ambrose Burnside és új szobatársa, Julian McAllister személyében. Ez a négyesfogat az évfolyam meghatározó tréfamestere, szociális összetartója és társasági központja lett. 1845 szeptemberében Charles Griffinnel együtt Hillt előléptették a kadétok őrmesterévé. Hill mellesleg egész hátralevő életében szenvedett a nemi úton szerzett betegségétől, gyakorta visszatérő prosztatagyulladással küzdött, amelyet az antibiotikum felfedezése előtt nem volt gyógyítható. Nem kizárható, hogy a húgyúti gyulladások következtében állandó inkontinenciát okozó prosztatamegnagyobbodással küzdött, mely a húgyvezetéket részben elzárta és ezáltal akut veseelégtelenséget okozott. A korabeli kezelés tökéletesen hatástalan volt. Hill 1847-ben diplomázott és új évfolyamának 38 kadétja közül a 15. tanulmányi eredményt érte el. Az eredmény alapján az 1. US tüzérezredbe kapott beosztást hadnagyi rangban.

## Mexikó
„Istenem, ezek a moszkítók sohasem fogják már csillapítani vámpírisztikus vérétvágyukat? Szúnyog, szúnyog, szúnyog. A bűnösök nem lelnek nyugalmat, mondá az Írás. A moszkitókat kifejezetten a gonoszok kínzására küldhették a földre. Vajon Noé bekvártélyozta-e őket bárkájára?”
„Elmentem egy szegény flótás házához, egy magára hagyott szalmaözvegynek bizonyult, megkérdeztem, hogy van-e bármije eladó, amit meg lehetne enni. A választ olyan rövid volt amennyire csak lehetett, nem, mondta a nő és bevágta a kunyhója ajtaját az orrom előtt. Úgy kellett kinézzek, mint egy emberbőrbe bújt ördög, hogy ennyire megijesztettem.”
- A. Powell Hill kedélyes hangnemű jelentései a mexikóbeli és floridai megpróbáltatásairól hazaírt leveleiben.
1847 augusztusára a Mexikói–amerikai háború legnagyobb összecsapásai lezajlottak. Hill New Orleansba utazott vasúttal, majd onnan hajóval Veracruzba. Francis Taylor lovas könnyűütegében kapott beosztást, Joseph Lane dandárjában. Nagyobb ütközetben nem vett részt, ehelyett ruházkodásában óhajtott egyedit nyújtani. Vörös flanellinget hordott kék nemeznadrággal, ami erősen emlékeztetett a korszak híres könnyűgyalogságának, a zuávoknak a színeire. A nadrág szára vörössel díszített csizmába volt tömve, a fejére pedig hatalmas sombrerót tett. Széles fekete bőrövében két hatalmas lovassági pisztolyt hordott, mellette két revolvert és egy hentesbárdot. Saját szavai szerint úgy nézett ki, mint egy elcsapott bandita és egy mobil fegyverraktár keveréke.
1847. október 9-én Lane hírét vette, hogy Santa Anna csapatainak nagy része Huamantla környékén tartózkodik. Hill ekkor Samuel P. Heintzelman őrnagy zászlóaljának volt az adjutánsa. Lane dandárja visszavonulás közben kapta a mexikóiakat és Huamantlán keresztültörtek. Egyszer csak azonban a mexikóiak lendületes ellentámadást indítottak és ez 24 amerikai életébe került. Lane dandártábornok megtorlásul ráeresztette Huamantla városára az amerikai bakákat. Hill viszolyogva figyelte a civil lakossággal és a nőkkel szembeni rablást és kegyetlenkedést. Valamikor november folyamán Hill Mexikóvárosban tífuszos megbetegedést kapott a fertőzött víztől. Mire felépült a hányásos lázrohamokból, a háború véget ért és Hill miután más nem maradt, kedvére szórakozhatott bikaviadalok és a mexikói hölgyek körében. Míg az előbbit visszataszítónak, utóbbiakat annál gyönyörűbbnek találta, az otthoni hölgyek szépségével vetélkedőnek. Powell könnyű szívvel írhatta egyik hazaküldött levelében: „Nem volt lehetőségem, hogy megfeleljek Mr. Simms axiómájának – dulce et decorum est pro patria mori – és remélem, hogy ez a megpróbáltatás még hosszú ideig várat magára.”

## Maryland, Florida és Texas
1848-49-ben, a háború után a marylandi Fort McHenry helyőrségében látott el feladatokat. Powell testvérei közül a nyolc évvel fiatalabb Lucyt kedvelte a legjobban és Lucy is rajongott Powellért. Fort McHenry Baltimore öblének védelmét látta el, és mivel Lucy ekkor iratkozott be a közeli Ellicott City városában egy leányakadémiára, sokat találkoztak. Powell így ismerte meg Lucy egyik iskolatársát, Emma Wilsont. Lucy hűségesen asszisztált a fiatalok szerelméhez, de Emma családja közbelépése következtében az affér ugyanolyan gyorsan véget ért, mint ahogy elkezdődött. 1849 őszén Hill áthelyezték Floridába és hamarosan az 1. US tüzérezred szállásmestere lett. Ennek keretében a szeminol háborúk végső részét is látta. A hadsereg Search & Destroy típusú műveleteket hajtott végre az Everglades mocsaraiban bujkáló indiánok maradéka ellen. Powell mint tüzér leginkább utak és hidak építésével töltötte idejét, hogy a hadsereg könnyebben közlekedhessen a helyőrségek között.
Az 1850-es politikai krízist figyelemmel kísérhette, mert látnoki erővel megáldott levelet írt haza a nemzeti megosztottságról. „Ha az unió felbontatik én hazatérek a messziből és szolgálataimat fel fogom ajánlani a kormányzónak aztán bizalmasan közölni fogom vele igényemet legalább egy dandár vezényletére. Elég régen baka vagyok már és több megbecsülésre vágyom, akár az ágyú torkából is.” 1851. szeptember 4-én a floridai Key Westen állomásozva megkapta főhadnagyi előléptetését. Ugyanezen év novemberében olyan unalom vett erőt rajta, hogy a hadügytől kérelmezte áthelyezését. A hadügy megkönyörült rajta, és áthelyezte Texasba, amely azonban egyáltalán nem nyerte meg Hill tetszését: 
| „ | „Aki maga nem járt itt és naponta nem látta az itt élő embereket a határvidéken, annak nem is lehet elképzelése, hogy a társadalom micsoda züllöttségbe és gazemberségbe merült, mely az államokból kifacsaródott és idespriccelt a Rio Grande környékére. Az emberi életnek annyi az értéke, mint a madártollnak az ingóságok közötti listán... Körülbelül tíz napja Brownsville-ben voltam, ahol négy embert lőttek le az utcán. Két [másik] gentleman, errefelé ezek így hívják magukat, a táborunktól alig tíz lépésnyire előkapta a hatlövetűjét és lövöldözni kezdett egymásra, amíg az egyik be nem kapott egy golyót a gyomrába, amit ezután soha nem vágyott többet megtölteni. Ezért az országért harcoltunk, hogy magunkhoz csatoljuk és öntöttük belé a vért és a pénzt, mint esőt a Mennyekből. Csak az a bánatom, hogy a lakosok nem ölik egymást elég gyorsan ahhoz, hogy teljesen kipusztuljanak írmagot sem hagyva. A világnak nem hiányoznának, a Mennyekben meg nem lenne nagyobb tolongás tőlük.” | ” |
| – | |   |

## Viszonya a rabszolgasághoz, Florida, Washington és házasság

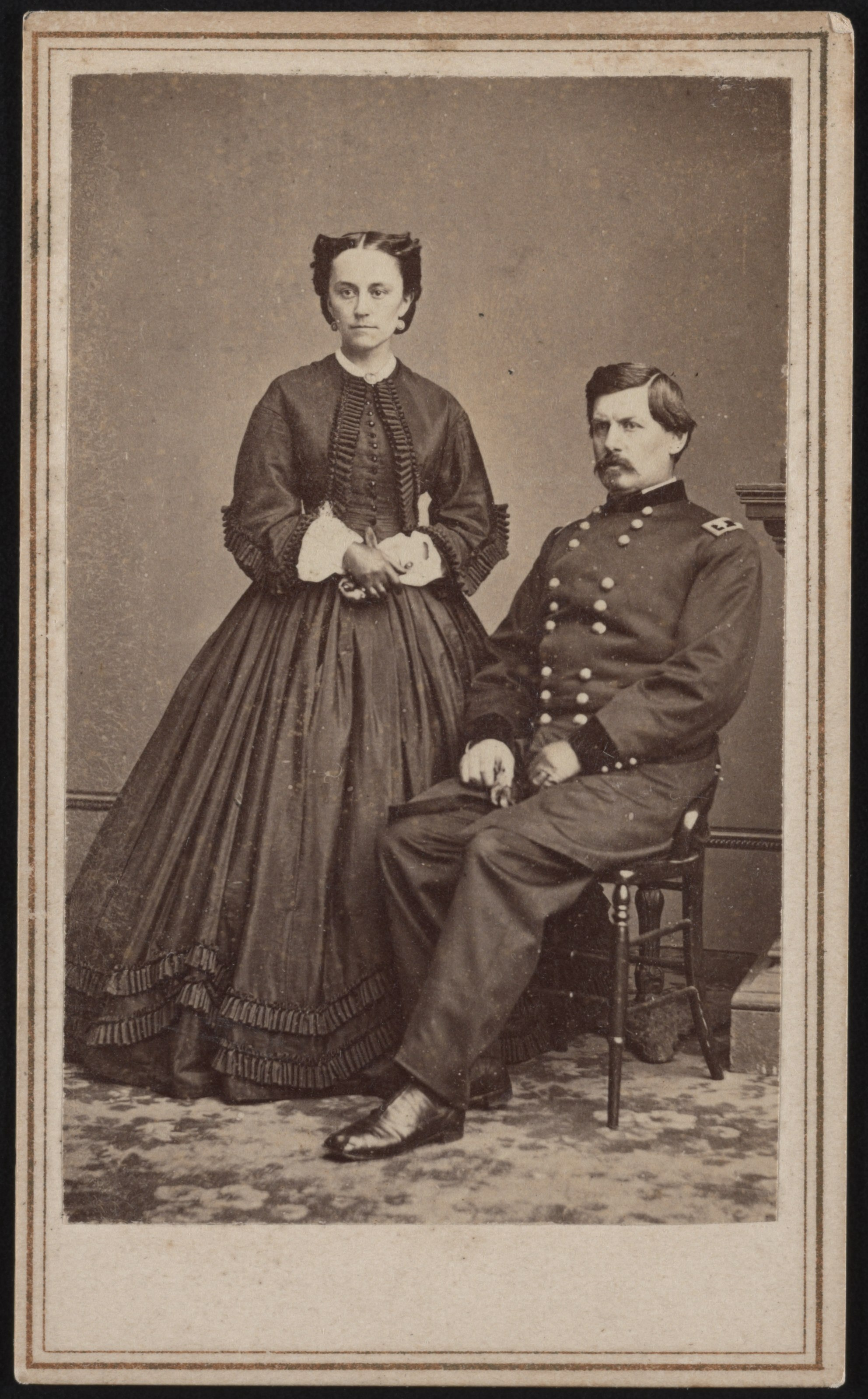
Ellen B. Marcy és George B. McClellan, valamikor 1861 é 1864 között.

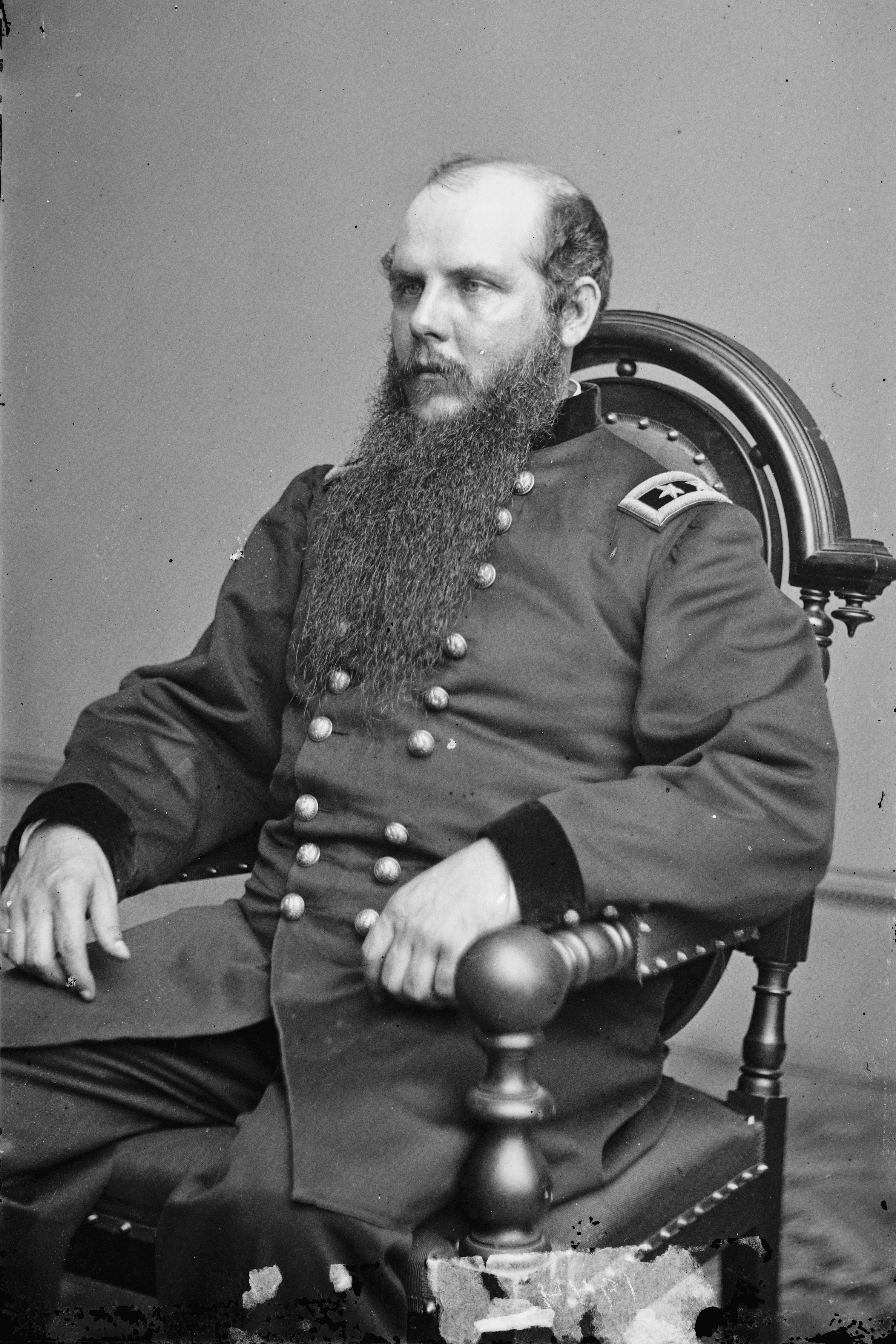
John McAllister Schofield vezérőrnagy 1865-ben.

James I. Robertson Jr. életrajzában idézi felesége, Kitty szavait, aki szerint férje „sohasem tulajdonolt rabszolgákat, vagy hagyta jóvá a rabszolgaság intézményét” és leginkább a rabszolgaság állami segítséggel, díj ellenében történő felszámolásának hatékonyságában hitt. 1850-ben egy a culpeperi lakosokat mélyen elítélő levelet írt haza, mikor megtudta, hogy egy négert az otthoniak meglincseltek, mert azt hitték, hogy megölt egy fehér embert. „Szégyen, szégyen mindannyiótokra, jó polgárok”, írta haza, „Virginiának kúszni-másznia kell [szégyenében], amíg nem teremtetek ismét jó fegyelmet és rendet és föl nem akasztotok minden kurafit, akinek köze volt ehhez a disznósághoz.” Családja ezzel szemben nem zárkózott el a rabszolgatartástól. Az 1850-es népszámlálás adatai szerint apja, Thomas Hill 20 rabszolgával rendelkezett Culpeper megyében. Tíz évvel később bátyja, Thomas Hill Jr. legalább 38 rabszolgát tartott Culpeper megyében. Powell nagybátyja, Ambrose P. Hill, nevének ihletője ültetvényes volt Culpeper megyében, és szintén rabszolgákkal műveltette meg a birtokot. Az 1840-es népszámlálás adatai szerint 32 néger dolgozott az ültetvényen, Az 1850-es népszámláláson 30 rabszolga volt feltüntetve, 1860-ason pedig 10.
1853-ban meghalt édesanyja, Fannie Hill. Powell mindig a zsebében őrizte a tőle kapott szerencsecsontocskát. Ezután Hillt és egységét, az 1. US tüzérezred D ütegét visszahelyezték Floridába, az Indian-folyó partján álló Fort Capronba. A télen mindenki a fegyverét markolva meredt várakozóan a szeminol indiánokra, majd 1854-ben buzgó helyőrségépítés vette kezdetét megint. Hill helyőrséghelyettessé emelkedett, miközben a mindenféle betegségek a sorállományt tizedelték. A moszkitók sárgalázat és tífuszt terjesztettek és gyakran nem volt elég élő katonája, hogy eltemethesse a holtakat. Lucy hugának megírta, hogy legfőbb ambíciója, hogy százados lehessen, majd magát is leterítette a betegség, amely Hill esetében mindig felidézte a húgyúti- és prosztataproblémákat is. Fort Capron kórházába kerülve a tífuszból gyógyulgató John M. Schofield hadnagy gondozására szorult. Mikor felépült, hogy hazamehessen Virginiába, Schofieldet áthelyezték és együtt keltek útra. A Saint Johns-folyón közlekedő gőzhajó fedélzetén azonban Schofieldnek kiújult a tífusza, úgyhogy Savannahban és Charlestonban Hill ápolta sorstársát gondos odafigyeléssel, majd ragaszkodott hozzá, hogy Culpeperbe menjenek, ahol a család addig ápolta barátját, míg felgyógyult.
Saját egészségi állapota azonban ugyanúgy visszaeséseket mutatott, mint Schofieldé. Hosszú tétlenségi időszaka a betegség kiújulására mutat és 1855-ben végül Hill úgy határozott, hogy nem képes Floridába visszatérni. Levelezést indított a hadügyhöz, ahol Jefferson Davisnél megértő fülekre lelt. Davis áthelyezte az 1. tüzérezredtől a tengerészethez, mert annak a kötelékében működött a United States Coast and Geodetic Surveynek (US Partmenti Földmérő hivatal), ahol Hill a Floridában szerzett mérnöki tapasztalatait kamatoztathatta. Ez egy íróasztali állást jelentett Washingtonban és Hill pontosan ezt kérelmezte. 1855-től 1860-ig dolgozott a Partmenti Földmérő hivatalnak. Ez alatt elkészítette a Hudson-folyó háromszögelési munkálatait Albany körül, felügyelte a térképnyomtatási munkák megújítását és általában összes munkatársának teljes tiszteletét kivívta.
Más hölgyekkel folytatott szerelmi afférok után megismerkedett Ellen B. Marcyval, aki egymás után vonzotta a kérőket. Szerelme viszonzásra talált és egészen az eljegyzésig eljutott, Powell gyűrűjére Ellen igennel felelt. Csakhogy Ellen szüleinek már gondolatban egy másik kérő, Powell egykori szobatársa, George B. McClellan százados járt a fejében, akit lényegében eldöntöttek, hogy brilliáns vejük lesz. Ellen apja, Randolph B. Marcy őrnagy ismerte McClellant a Red River expedícióból. Marcy helytelenítette, hogy veje egy határvidéki szolgálattal megvert főhadnagy legyen és dörgedelmeket küldött levélben laredói kiküldetéséből a viharos gyorsaságú eljegyzés ellen. Lányuk akaratát semmibe véve a szülők nem adták áldásukat az eljegyzésre és Mrs. Marcy megszellőztette Powell kankó okozta betegségét is. Pár dühös levéllel később a viszony elmérgesedése után 1856 júliusában Ellen visszaadta Hill gyűrűjét, melybe az volt vésve, hogy Je t'aime (szeretlek). A csalódott Powell a gyűrűt Lucy húgának ajándékozta.
1857. január 6-án meghalt Powell édesapja és nem sokkal később Powell hasonnevű nagybátyja is. A családi tragédiákon túllendülve, áprilisban részt vett west pointi pajtása, Henry Heth tanújaként a házasságán. Heth bemutatta a richmondi társasági körökben. Earl Van Dorn társaságában részt vett a Coast Survey texasi kiküldetésén, majd egy washingtoni partin megismerkedett Kitty Morgan McClunggal, a 23 éves özveggyel Saint Louisból. Kitty Kentuckyból származott és néger dajkája a Dolly becenevet adta neki, mivel egy nagy porcelánbabára emlékeztette. Kentuckyban és Saint Louisban ugyan Kitty néven ismerték, de Powell számára mindig is Dolly volt, semmi más. A leánynak mogyorószín haja, kék szeme és csodálatos énekhangja volt, élénk intelligenciája, kifejezett véleménye és kedvelte a társasági összejöveteleket. 1858-ban Powell udvarolt Dollynak, majd 1859. július 18-án feleségül vette. Powell így sógori viszonyba került a későbbi konföderációs lovassági tábornokkal, John Hunt Morgannel és Basil Wilson Duke-kal. Hill apja-anyja már nem volt életben, és családja részéről senki nem tudott megjelenni a Kentucky-beli Lexingtonban tartott lagzin, így tanúja a házasodáskor Morgan volt. A továbbra is közeli barátjának tekintett McClellennek szokásos könnyed stílusában meg is írta, hogy ezúttal vége a szabad életnek, megházasodik. Ugyanakkor annak tekintetében, hogy a nemrégiben hallott hír szerint Marcyék azt terjesztették, hogy Hill mondta vissza az esküvőt Ellennel, kérte McClellan, hogy cáfolja meg ezt a híresztelést, ahol csak tudja. Ellen volt az, aki utolsó találkozásukkor végérvényesen visszautasította őt.
A házasság után az ifjú pár Washingtonban telepedett le. Kitűnően kiegészítették egymást és teljesen elválaszthatatlanná váltak. 1860. május 22-én McClellan is megülte a lagziját – Ellen Marcyval. Hill a helyzet fonákságát félretéve mint McClellan egyik vőfélye volt jelent a menyegzőn. Immár boldog házasemberként kívánta legjobbakat Ellennek és George-nak. Dolly ekkor már előrehaladottan terhes volt és később életet adott közös gyermeküknek, Henriettának. A család által Nettynek becézett kislány Dolly nővére után kapta a nevét. Az újszülött gyenge egészséggel született és tragikus gyorsasággal meg is halt.
Hill az év folyamán többször is tett utalást rá, hogy érzi az országot fenyegető szecesszió előszelét. Az egyértelmű volt számára, hogy saját sorsa Virginiáéhoz van kötve. Úgy találta, hogy a rabszolgaság védelme és az állami különállás joga nem mozgatja meg, de az ősök földjének szeretete, a hagyományok fontossága és a szövetségi kormányzatból való kiábrándulás miatt nem maradt más választása. Másokkal ellentétben abban is biztosnak látszott, hogy Virginia végső soron a déli országrésszel fog tartani. 1861. február 26-án benyújtotta lemondását a hadügyhöz. A család visszaköltözött Culpeperbe és várta a háború kitörtét. 1861. április 14-én a konföderációs csapatok bevették Fort Sumter erődjét a Dél-Karolinai Charlestonban. Abraham Lincoln elnök kihirdette, hogy önkéntes hadsereget állít fel a lázadás elnyomására és felszólította a kormányzókat, hogy töltsék fel az újonckeretet. James Letcher, Virginia kormányzója megtagadta és a hónapok óta eredménytelenül vitatkozó szecessziós konvenció megszavazta Virginia kiválását az unióból és a csatlakozást a Konföderációhoz.

## Az amerikai polgárháború

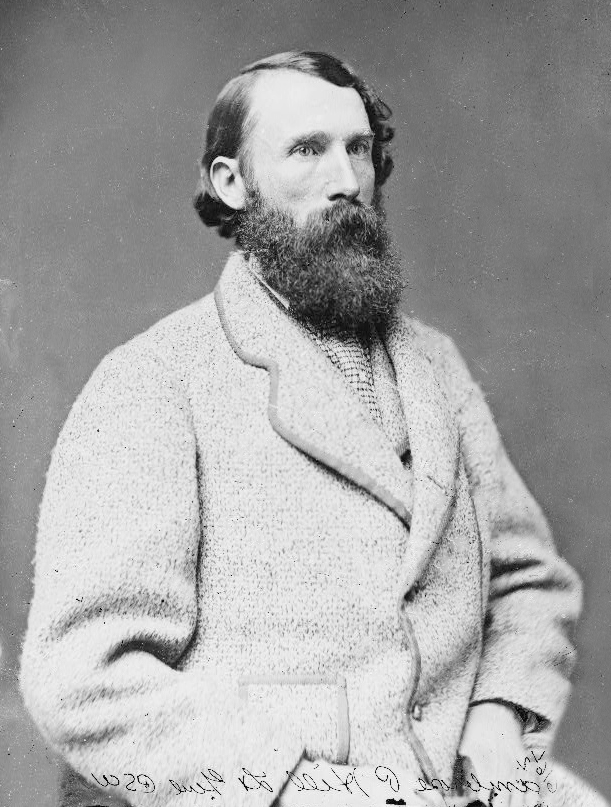
A. P. Hill tábornok, Matthew Brady felvétele.

### Az első hónapok
Hill azonnal jelentkezett szolgálatra. Először is Richmondba utazott, hogy tábornoki rangot kérjen, de nagy csalódására visszautasították. Ezután Letchernél jelentkezett és Harper's Ferrybe vezényelték, melyet május elején ért el. Május 9-én kinevezték a 13. virginiai ezred parancsnokának. Az ezred Culpeper környékéről verbuválódott, illetve voltak benne katonák Orange megyéből, Louisa megyéből és Frederick megyéből, a Lanier Guards Marylandből, illetve a Frontier Rifles Hampshire megyáből, Nyugat Virginiából, mely akkor még Virginia részét képezte. Hill haladéktalanul katonai fegyelmet vezetett be a léha tiszteket és nemtörődöm sorkatonákat acélos egységgé kovácsolva. Hill általában tiltotta az alkoholizálást és csak néha engedett egy-egy kortyot katonáinak. Egyenruha helyett a Dolly varrta tarkabarka, vagy kockás ingeket viselt. Kepi helyett fekete, széles karimájú kalapot hordott, vékony szablya az öve egyik oldalán, a másikon revolver, kezeit pedig egész évben óriási szarvasbőr kesztyűbe bújtatta. Gyakran pipázott és haját, szakállát hosszabbra növesztette.
A 13. virginiai ezred Joseph E. Johnston dandártábornok hadseregébe tartozott. Júniusban Johnston és Robert Patterson uniós hadserege egymást fikszírozta biztos távolságból. Hill éppen Harper's Ferryből érkezett, mikor Johnston utasítást adott rá, hogy lassítsa le az uniós előrenyomulást, amely elfoglalta Romneyt. Hill és John C. Vaughn ezredes 3. tennessee-i ezrede Romneyba masírozott. Lew Wallace 11. ohiói ezrede 18 mérföldet vonult vissza előlük. Hill utánuk küldte Vaughnt, aki négy századdal rajtaütött a mit sem sejtő uniósokon és megszalasztotta őket. Hill sikerrel kommandírozott három ezredet az idők folyamán, ennek ellenére a csapatok sokasodásával másoknak érkezett előléptetés. Hill 11. ezrede a 10. virginiai, 13. virginiai, az 1. marylandi és a 3. tennessee-i ezred Arnold Elzey 4. dandárjának parancsnoksága alá került. Vasúton, erősítésként érkezett az Első Bull Run-i csata helyszínére. Hill ezrede a konföderációs jobb szárny eleme volt Manassas közelében és a csata lefolyásának idején nem vetették harcba. Hill 1862. február 26-án dandártábornoki előléptetést kapott a konföderációs Potomac hadseregben.

### A Könnyű hadosztály
1862-ben, a Virginia-félszigeti hadjáratban Hill fényesen bizonyította dandártábornoki rátermettségét a williamsburgi ütközetben, ahol dandárja fékezte meg a szövetségi támadást. Május 26-án ezért előléptették vezérőrnagynak és hadosztályparancsnoki beosztást kapott. Hill új hadosztályát a karolinákból és Georgiából származő dandárok alkották.
A Seven Pines-i és Fair Oaks-i csata idejére (1862. május 31-június 1.) a hadosztály még nem állt össze. Az Észak-virginiai hadsereg parancsnoka, Joseph E. Johnston súlyosan megsebesült a csatában és felváltásáról kellett gondoskodni. Jefferson Davis elnök Robert E. Lee tábornagyot nevezte ki a hadsereg élére. Június 1-jén Hill először nevezte egységét A. P. Hill Könnyűhadosztályának. A hadsereg legnagyobb méretű hadosztályának ezt a nevet adni meglehetős ellentmondásnak látszott, de Hillt nagyban inspirálta, hogy embereitől gyorsaságot és agilitást remélt mindenek felett. Hill egyik katonája a háború utát úgy emlékezett vissza, hogy „A név azért is találó volt, mert gyakran kabátok, takarók, málhazsák, vagy minden más megterhelő felszerelés nélkül masíroztunk, csak a fegyverünket és a kenyeres tarisznyánkat bírva, amely soha nem volt nehéz és néha bizony üresnek bizonyult.”
Hill újonnan felállított egysége a Hétnapos hadjárat minden ütközetének a sűrűjében harcolt, bőven kivette a részét a mechanicsville-i ütközetből, a Gaines Mill-i csatából, és a glendale-i csatából. A hadjárat után a Richmond Examiner újságjában megjelent cikk azt feszegette, hogy a glendale-i csatában a konföderációs siker mekkora mértékben volt James Longstreetnek tulajdonítható és hogy sokkal inkább A. P. Hill volt a siker kovácsa. A módszer az önfényezés bevett eszközére utalt és Longstreet gyanakodott, hogy a hozzá képest alacsonyabb ranggal rendelkező Hill ki akarja kezdeni a népszerűségét. Hill ragaszkodott hozzá, hogy semmi köze nem volt a cikkhez és sértődötten büszkeségi ügyet csinált a támadásból. A félreértés így gyorsan egészen addig eszkalálódott, hogy Longstreet letartóztatta Hillt, aki válaszul párbajra hívta ki őt. Ebbe már Lee-nek is muszáj volt beleavatkoznia, ha nem akarta elveszíteni valamelyik tisztjét. Lee ugyan békességet teremtett közöttük, de a jó viszony még sokáig nem állt helyre.
A Hétnapos hadjáratot követően Lee újraszervezte a hadsereget, melyet két szárnyra tagolt. A nagyobbik vezetését Longstreetre bízta, a kisebbiket Stonewall Jacksonra. Jackson eredetileg csak két hadosztály fölött diszponált, a Charles S. Winder vezérőrnagy irányította saját hadosztálya és Richard S. Ewellé fölött. A Longstreet–Hill-incidens miatt kapta meg a Könnyűhadosztályt parancsnoksága alá harmadiknak. Hill függelmi viszonya Jacksonnal sem volt zökkenőmentes, sőt gyakran fajult veszekedéssé. Jackson Longstreethez hasonlóan többször letartóztatta Hillt. Jackson célja ekkor a John Pope vezérőrnagy vezette uniós erők feltartóztatása volt Közép-Virginia elérése előtt. Nathaniel P. Banks vezérőrnagy, Pope hadosztályparancsnoka és Jackson bosszúszomjas ellensége volt és az 1862. augusztus 9-i a Cedar Mountain-i ütközetben váratlan és lendületes támadást indított Jackson ellen, akinek nehézsége támadt megőrizni saját védelmi vonalait, amíg Ewell hadosztálya nagy ívben az uniósok mögé igyekezett kerülni. Hill ellentámadása stabilizálta a konföderációs balszárnyat és megakadályozta, hogy megfusson a küzdelemből. Az időben jött segítségnek köszönhetően Banksnek kellett meghátrálnia az ütközetből. Három héttel később, az Észak-virginiai hadjárat döntő ütközetében, a második Bull Run-i csatában Hillt a védelmi vonal balszárnyára pozicionálta Jackson, ahol egy befejezetlen maradt vasútvonal töltése mögött kellett védekezni az ismétlődő szövetségi rohamok ellen. A hadjárat során Hill több kisebb vitába keveredett Jacksonnal a menetelésekben betöltött sorrendjét illetően.
1862. szeptember 17-én az Antitami csatában a Potomac hadsereg erősen szorongatta Lee-t Sharpsburg közelében. Hill Könnyűhadosztálya a Harper's Ferryben ejtett szövetségi foglyok névsorának felvétele miatt utolsóként maradt hátra. A Lee-től érkező sűrgős segítségkérésre Hill a hadosztályt kizsigerelő tempóban meneteltette a csatatér felé. Az utolsó pillanatban érkezett meg, hogy Ambrose Burnside jobbszárnyon kibontakozó szövetségi rohamát pontosan oldalba támadja. Hillnek a rendívüli erőfeszítéssel elért időben jött beavatkozása elhárította az uniós fenyegetést és így a csata döntés nélkül fejeződött be. Lee hadserege a déli közvélemény előtt megőrizte legyőzhetetlenség nimbuszát. Órákkal a csata vége után Hill egy érdeklődő őrnagynak elárulta, hogy Burnside-nak az idők folyamán több mint 8000 dollárt adott kölcsön, amivel ő azóta is tartozik neki. Szeptember 18-án éjszaka Lee elrendelte a visszavonulást Sharpsburg alól és az Észak-virginiai hadsereg átkelt a Potomac-folyón. Eközben Hill hadosztálya néhány uniós ezredet feltartóztatott a gázlónál az V. hadtestből.
A következő nagy ütközet a keleti hadszíntéren a fredericksburgi csata volt 1862 decemberében. Hill a konföderációs jobbszárnyat tartotta a gerincen. Előrébb, kb. 600 méter széles rés tátongott a fronton, mivel egy ingovány mögött helyezkedett el. A legközelebbi egység kb. 400 méterre onnan helyezkedett el. A sűrű növényzet akadályozta ezek áttekintését a csatatéren. George G. Meade vezérőrnagy pontosan az ingoványon keresztül vezette hadosztályát és a széleit védő két dandárt oldalba tudta támadni. Ezeket megszalasztotta, illetve egy harmadiknak is kb. a felét. Hill Jubal A. Early hadosztályától szorult segítségre, hogy visszaverje a támadást. Hill hadosztálya összességében 2000 főnyi veszteséget szenvedett, ami Jackson hadtestében az összveszteség kétharmadát tette ki. Két dandárparancsnoka megsebesült, egy pedig, Maxcy Gregg halálos sebet kapott. A csata után az egyik megfutamított dandár parancsnoka, James J. Archer dandártábornok kritizálta, hogy miért hagyott rést a hadosztály első vonalában. Azt állította, hogy figyelmeztette Hillt a harc előtt, de ő nem tett semmit, hogy korrigálja a hibát. Hill nem volt megtalálható a hadosztály főhadiszállásán és nincs feljegyzés, hol tartózkodott a csata folyamán; emiatt elterjedt a híre, hogy a támadás során fogságba esett.
Hill és Jackson többször összeveszett az Észak-virginiai hadjárat során és a rákövetkező Maryland hadjáratben. Utóbbi során Jackson nyolc alkalommal való kötelességmulasztással vádolta meg beosztottját letartóztatásba helyezte. A fredericksburgi csatát követően a műveleti szünetben Hill ismételten kérelmekkel bombázta Lee-t, hogy állítson föl egy hadbírósági ülést és tárgyalja meg az ügyét, mielőtt a tanú meghalnak, vagy áthelyezik őket más hadszíntérre. A tábornagy azonban nem akarta két ilyen fontos, tapasztalt tábornokának csapatmunkáját elveszíteni, így megtagadta a kérelmeket. 1863. áprilisában kiderült, hogy előző év novembere óta Hill a parancs ellére bejelentetten nem hajlandó a törzstisztek kommunikációját egyenesen a felettes törzsnek irányítani, hanem saját hatáskörébe vonta. Ez teljesen szembement Lee iránymutatásával, de Jackson valószínűleg nem olvasta el Hill bejelentését, amit Sandie Pendleton őrnagy, a második hadtest törzsfőnöke viszont előkotort az iratok közül. Jackson a kötelességszegésre mutatva 1863. április 20-án Hill felmentését kérte. Az ügy a Chancellorsville-i csata előjelekből sejthető közeledésekor abbamaradt, mert Jacksonnak két hadosztályparancsnoka is távol volt a csatától 1863 májusában, tehát Hillre nagy szüksége volt. Ebben az ütközetben saját csapatainak, a 18. észak-karolinai ezrednek tűze sebesítette meg. Az ezred Hill hadosztályába tartozott. Hill mint rangidős tiszt igen rövid időre maga lett a második hadtest parancsnoka, de nem sokkal később combsebet kapott. Míg a gyengélkedőn ápolták, Hill Jeb Stuart vezérőrnagyért, a lovashadtest parancsnokáért küldött, hogy vegye át az irányítást.

### A harmadik hadtest parancsnoka
Jackson a sebesülés után pár nappal az amputáció okozta szövődményben elhalálozott. 1863. május 24-én Hillt előléptették altábornaggyá, mellyel az Észak-virginiai hadsereg sorrendben negyedik rangját érte el Lee, Longstreet és Ewell mögött. Az előléptetést a harmadik hadtest vezetése miatt kapta. Lee már korábban fontolgatta, hogy átalakítja a hadsereget és most a mozgékonyságot növelendő kettőről három hadtestre álltak át. Hill irányította Richard H. Anderson, Henry Heth és William D. Pender vezérőrnagyok hadosztályait a Gettysburg hadjárat folyamán. Ezek közül Heth, West Point-i pajtása volt az első, aki a Gettysburgi csatában elsőként szembeszegült a szövetségiekkel. Noha a csata első napja egyértelmű konföderációs sikert hozott, Hill rengeteg háború utáni kritikát kapott a Lost Cause szószólóitól, akik szerint nem volt bölcs dolog az ütközetet kiprovokálni, mielőtt Lee teljes mértékben koncentrálhatta volna erejét. A parancsnoksága alatt működő Anderson-hadosztály harcolt a második napi rohamban, melyet a Cemetery Ridge ellen indítottak. Kedvenc hadosztályparancsnoka, utóda a Könnyűhadosztály élén Pender súlyosan megsebesült a rohamhoz való csatlakozás előtt, így az alakulat nem támadott aznap. A csata harmadik napján a Pickett-rohamban résztvevő csapatok kétharmada Hill hadtestéből verbuválódott, de Lee Longstreetet jelölte ki a támadás parancsnokának. Az Észak-virginiai hadsereg három hadtestéből Hillé szenvedte a legnagyobb veszteséget Gettysburgnél, mely kiváltotta Lee parancsát a visszavonulásra, melyet Hill alakulata vezetett.
Az 1863 október 8-án kezdett Bristoe hadjárat folyamán Hill túlságosan korán vetette harcba a Bristoe Station-i ütközetben a hadosztályát. Október 14-én Hill vezető alakulatai megpróbáltak két szövetségi hadtest között elfoglalni az Orange & Alexandria vasút vonalát. Az improvizált támadást Gouverneur K. Warren vezérőrnagy II. hadteste véresen visszaverte. Hill Lee előtt tett utólagos értékelésében elismerte, hogy ez az ő hibája volt. Lee válasza következőképpen szólt: „Igen, ez az Ön hibája. Tegnap nagy baklövést követett el. A támadóvonala túl rövid volt, túl hézagos és a tartalék túlságosan messze hátul helyezkedett el.” Hill lényegében megszégyenülve távozott a parancsnok színe elől. Ez a szembesítés ritkán hallott szemtől szembeni kritika volt Lee-től. A tábornagy további retorziók helyett megparancsolta a halottak eltemetését, a sebesültek ellátását és az eset elfelejtését. Hill hadteste a Mine Run hadjáratban is részt vett 1863 novemberében. 1864 januárjában Hill rövid látogatást tett Richmondban, de ettől eltekintve a téli szezont végig a csapatainál töltötte Orange Court House közelében.
1864. május 4-én elindult az Overland hadjárat, melyben a szövetségi haderő megpróbálta döntésre vinni a háborút a novemberi elnökválasztás bekövetkezte előtt. Hill hadteste Vadon csatában kezdetben túlerejű szövetségi támadásokat hárított el. Hill az este félbeszakadó harcok után annak tudatában küldte pihenni katonáit, hogy Lee-től ígéretet kapott, miszerint Longstreet hajnalban felváltja. Longstreet óriási menettempóval közeledett, de olyan távolról kellett indulnia, hogy hajnal előtt nem ért oda Lee minden sürgetése ellenére sem. Hill mindkét hadosztályparancsnoka, Cadmus Wilcox és Henry Heth vezérőrnagyok kérlelték Hillt, hogy adjon engedélyt a katonák felébresztésére és az állások megrövidítésére, illetve megerősítésére, de Hill mereven ragaszkodva az eredeti elképzeléshez ezt megtagadta. A második nap hajnalán a szövetségi II. hadtest Winfield. S. Hancock vezérőrnagy irányítása alatt támadásba lendült és részben visszaszorította, részben megfutamította Hill hadtestének katonáit, akik addig hátráltak, míg Longstreet hadteste ki nem vágta őket a szorongatott helyzetből. Hiltt betegsége teljesen ledöntötte lábáról a spotsylvaniai csata idején, így Jubal A. Early vezérőrnagy vette át a hadtest irányítását ideiglenes jelleggel. Hill mint utólag megtudta, katonái az elvárásnak megfelelően küzdöttek, míg maga Lee társaságában figyelte az ütközetet. Felépülése és a hadtest irányításának visszakapása után a North Anna-i ütközetben Lee ismét helytelenítette az eljárását és a csapatainak darabonként harcba vetéséért kritikát kapott tőle. Lee egészségi állapota ekkor nem engedte meg, hogy beosztottjait saját maga irányítsa és az uniós csapatokat csapdába csalhassa. A Cold Harbor-i csatában Hill a konföderációs balszárnyat irányította, de két hadosztálya június 3-án a szövetségi támadást a jobb szárnyon védte ki. Amikor tőle jobbra a vonal egy ponton megingott és átszakadni látszott, Hill engy dandárral sikeres ellentámadást indítva stabilizálta a frontot.
Petersburg ostroma folyamán, 1864–1865 során Hill és katonái súlyos harcokat vívtak a szövetségi erőkkel. A legnevezetesebb ezek közül a Jerusalem dorongúti ütközet, a Kráter ütközet, Globe Tavern-i ütközet, második Ream's Station-i ütközet, és Peebles-farmi ütközet volt. A kráter ütközetben west pointi osztálytársa és barátja, Ambrose Burnside ellen küzdött, akinek támadását Antietamnél és Fredricksburgnél meghiúsította. Hill ezen a télen súlyosan beteg volt; 1865 márciusára egészsége odáig romlott, hogy Richmondba rendelték felgyógyulni 1865. április 1-ig.

### Dulce et decorum

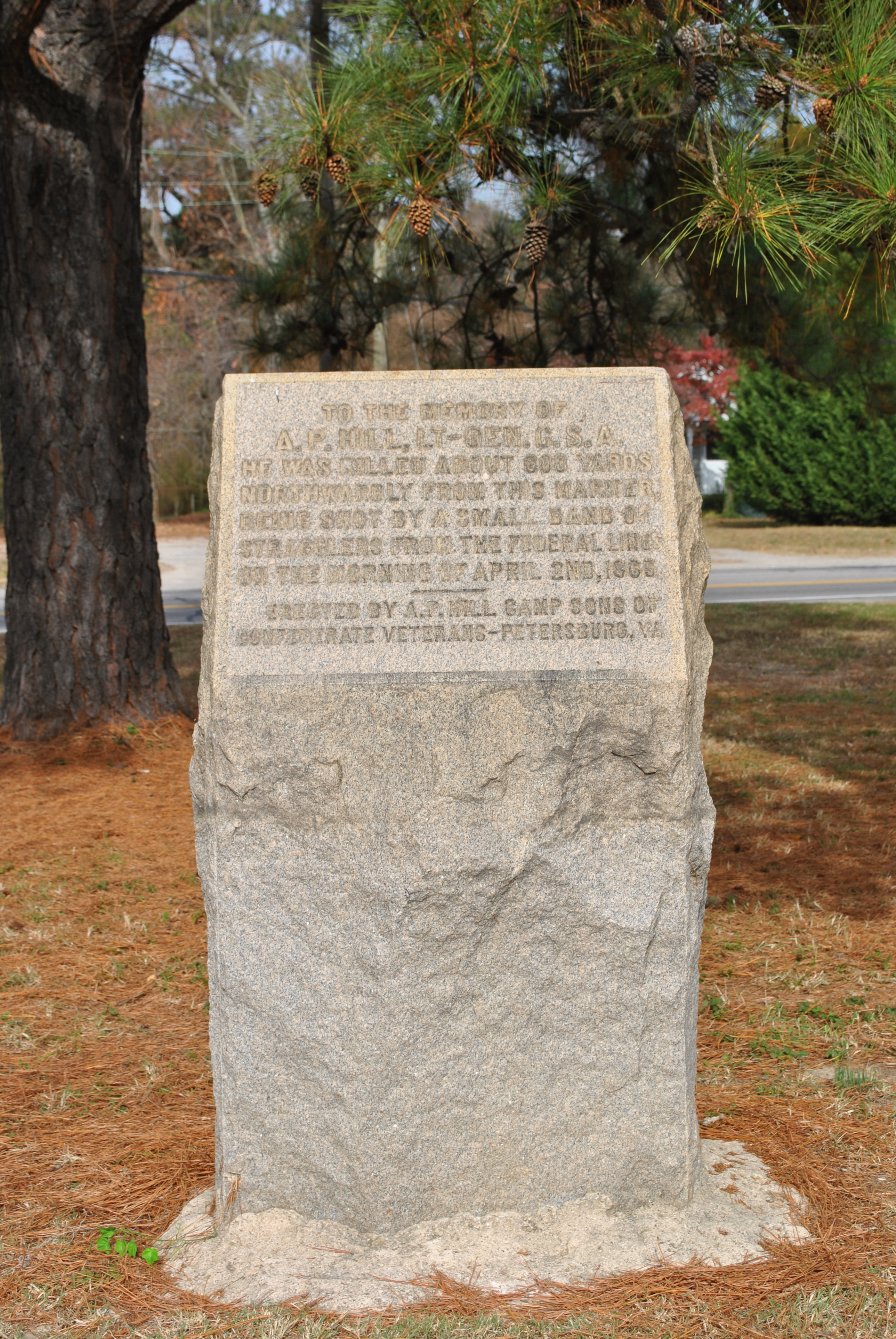
A Boydton dorongút és a Duncan út kereszteződésében álló nagyobbik emlékmű, melyet Hill tiszteletére állítottak.

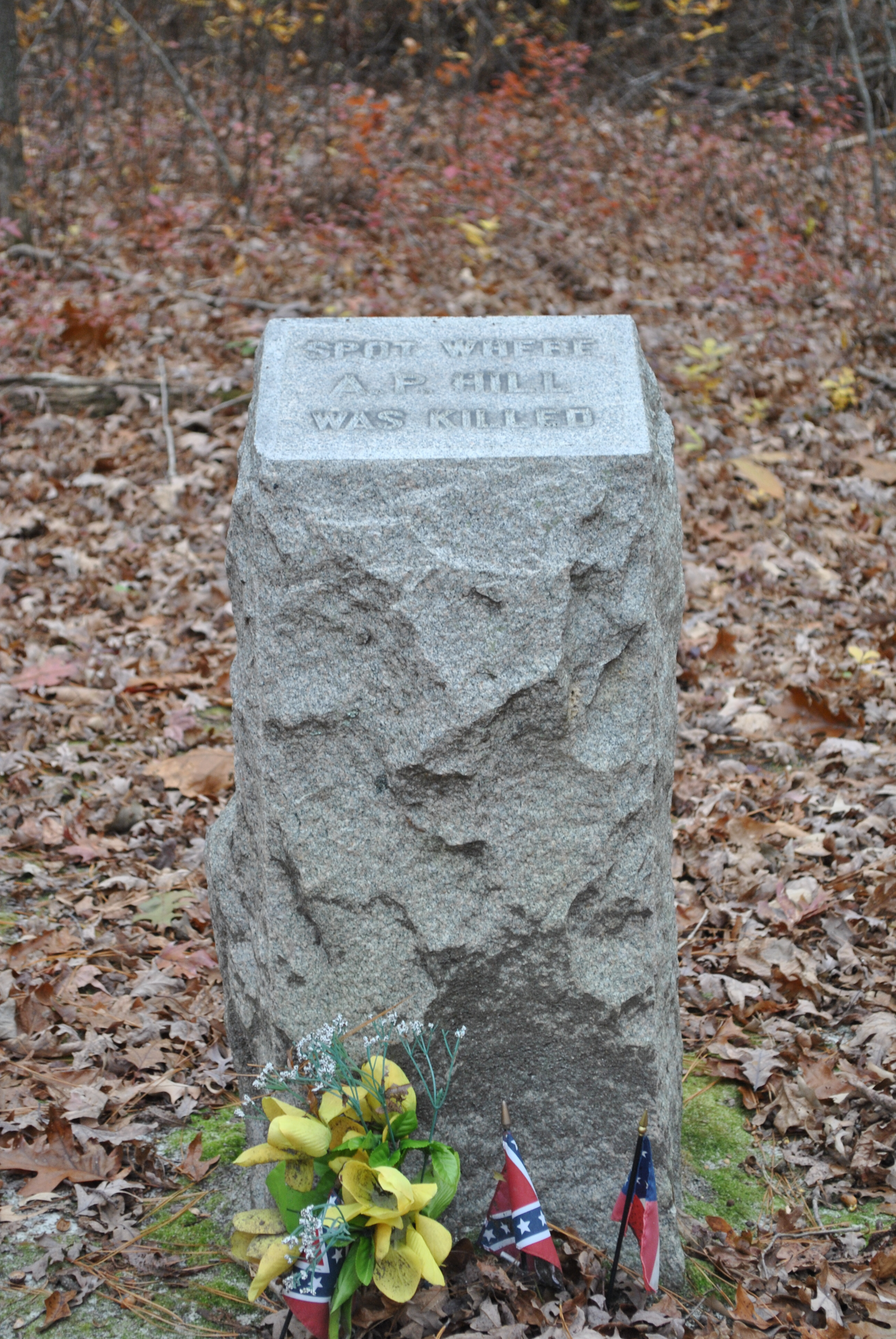
A kisebbik emlékmű Hill halálának pontos helyén

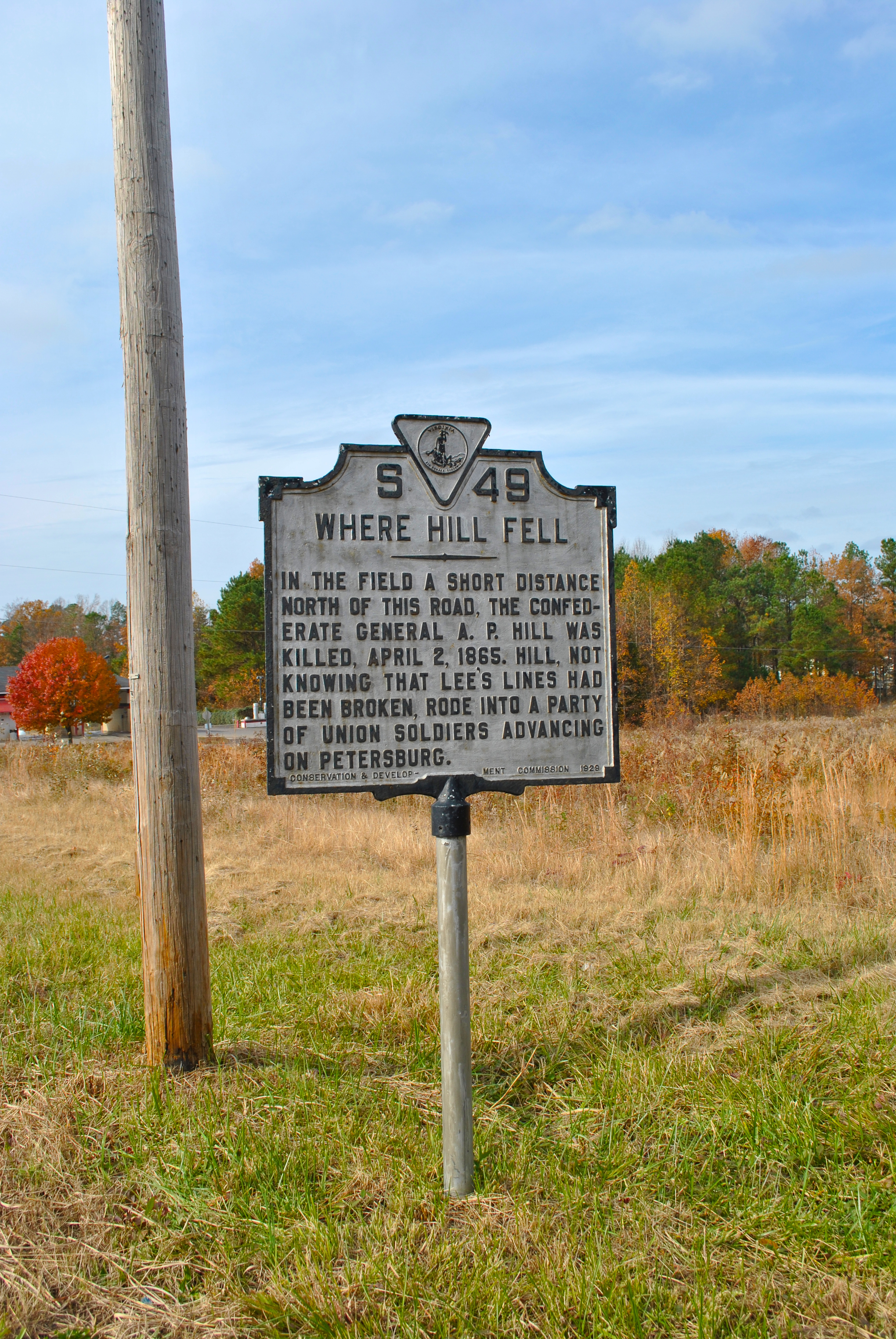
A régi Boydton dorongút, ma US 1 mellett elhelyezkedő harmadik emléktábla.

Hill hangot adott annak, hogy nem akarja megélni a Konföderáció fegyverletételét. 1865. április 2-án a Harmadik Petersburgi ütközet során, mindössze hét nappal Lee appomattoxi fegyverletétele előtt messze előrelovagolt a fronton és kísérői tanácsa ellenére megpróbált megadásra bírni két uniós katonát. John W. Mauk, a 138. pennsylvaniai ezred katonája egy őrmester kíséretében nem látta bizonyítottnak, hogy körül volnának véve és rálőtt. Mauk golyója a ujját találta el először és lenyeste, majd a golyó a mellkasába hatolt. A mellkasi seb nagyon komolynak bizonyult, mert szíven találta és azonnal megölte az altábornagyot, aki lebukott a lováról.
A 19. század késői szakaszában és a századforduló után az embereket érdekelni kezdte, hogy pontosan lokalizált hellyel jelöljék meg, ahol Hillt megölték. 1888-ban, 1890-ben és 1903-ban egymástól különálló próbálkozásokat indítottak a hely megtalálására és emlékezeti hellyé alakítására. 1911-ben végül azonban a Sons of Confederate Veterans (Konföderációs veteránok fiai) nevű szervezet végzett alapos vizsgálatot és tudta hitelt érdemlően kijelölni, hol esett el A. Powell Hill.
1912 áprilisában a Sons of Confederate Veterans leleplezett két emlékművet Dinwiddie megyében melyek a lövés helyét mutatták. A két emlékmű nagyobbika a Boydton-dorongút és a Duncan út kereszteződésében áll.
Az emlékmű felirata:

| „ | „To the memory of A.P. Hill, Lt-Gen. C.S.A. He was killed about 600 yards northwardly from this marker, being shot by a small band of stragglers from the Federal lines on the morning of April 2, 1865. Erected by A.P. Hill Camp Sons of Confederate Veterans-Petersburg, Va. (A.P. Hill C.S.A altábornagy emlékére állítva. Ettől a jelzéstől 600 méterre északra ölték meg, egy kis csoportnyi, a harcot kikerülni próbáló és a vonalból távozó szövetségi katona lőtte le 1865. április 2-án reggel. Állította az A.P. Hill tábor Sons of Confederate Veterans Petersburgi szervezete, Virginiában.) | ” |
| – | |   |

A helyet azért választották, mert az útról könnyen megközelíthető volt. A Duncan úton az emlékmű mögött egy kis parkoló található, ahonnan egyszerűen megközelíthető. A marker a következő GPS koordinátákon található: 37° 11.365′ N, 77° 28.52′ W.
A Sons of Confederate Veterans a pontos helyet is megjelölték 1912 áprilisában, ahol szerintük Hill meghalt. A kisebbik gránit emlékmű felirata a következő:
| „ | „Spot where A.P. Hill Was Killed (A hely ahol A. P. Hill elesett) | ” |
| – |                                                                   |   |

Ennek az emlékműnek a GPS koordinátái: 37° 11.553′ N, 77° 28.847′ W. Nagyjából 800 méterre áll a nagyobbi kőtől, Sentry Hill Court közelében és a American Battlefield Trust gondozta földdarabon helyezkedik el. Bárki által használható ösvény vezet hozzá.
Hill özvegye és még életben levő gyermekei részt vettek a két emlékmű leleplezésén. A Boydton dorongúttal szemközt A US 1-en álló emléktábla a harmadik jelzés A. P. Hillre vonatkozóan. A Conservation & Development bizottság 1929-ben állította fel ezt a markert. A markert 2015-ben kicserélték egy újra. A jelenlegi a Virginia Történelmi Marker S-49 és a következő GPS koordinátákon helyezkedik el: 37° 11.348′ N, 77° 28.601′ W.
A Konföderáció röviddel később visszakapta Hill holttestét. Mikor Lee értesült Hill haláláról, könnyek között mondta, „Ő immár megpihent, és most rajtunk, megmaradtakon a sor, hogy szenvedjünk.” Hill családja Richmondban szerette volna eltemettetni, de a város kiürítése utáni napokban szövetségi kézre került és emiatt, vagy Chesterfield megyében a Bellgrade ültetvényen, vagy mint a virginiai Pickett Társaság sugallta a James-folyó mentén, a Bosher-gát közelében került sorra. Végakarata szerint Hillt álló helyzetben temették el.

## Megítélése
Hill háborús tevékenysége vita tárgya lett. Mindig is törékeny fizikai alkat volt és gyakori betegségektől szenvedett így csökkent hatékonysággal irányított a Gettysburgnél, a Vadonban, és Spotsylvaniánál. Néhány történész úgy gondolja, hogy ezeket a betegségeket a west pointi kadétként szerzett húgyúti fertőzéses betegségre lehet visszavezetni.)
Más elemzők értékelése szerint Hill a Peter-elv megtestesülése volt. A Könnyű hadosztályként hírnevet szerzett egységének hihetetlenül hatékony és sikeres parancsnoka volt, de magasabb egység élén, hadtestparancsnokként már nem funkcionált ilyen jól. Larry Tagg történész leírása szerint Hill „emocionálisan mindig ... olyan túlfeszített volt ütközet előtt, hogy annak egyre gyakrabban rosszullét lett a következménye, mikor a harc ténylegesen elkezdődött.” E tendencia ellenére néhány esetben az alkalmazott hadviselési követelményeknek megfelelően Hill egyensúlyba került. Gyakran pompázott vörös pamutingében a csata kezdete előtt, és ennek láttán parancsnoksága alatt álló emberek megjegyezték, hogy „Kis Powell felvette a harci inget!” és elkezdték a fegyverek ellenőrzését.
Hill együttérző volt az egyszerű katonákkal szemben, egy tisztje pedig egyenesen „Lee tábornagy legszerethetőbb tisztjének” titulálta. Azt is mondták, hogy modora olyan udvarias volt, mintha hiányzott volna belőle a határozottság, tettei viszont gyakran elhamarkodottak voltak és nem a határozottság, hanem a jó megítélés hiányzott belőlük. Ettől függetlenül Hill úriemberi mivoltát mindkét oldal mélyen elismerte a háborúban.

## Emlékezete

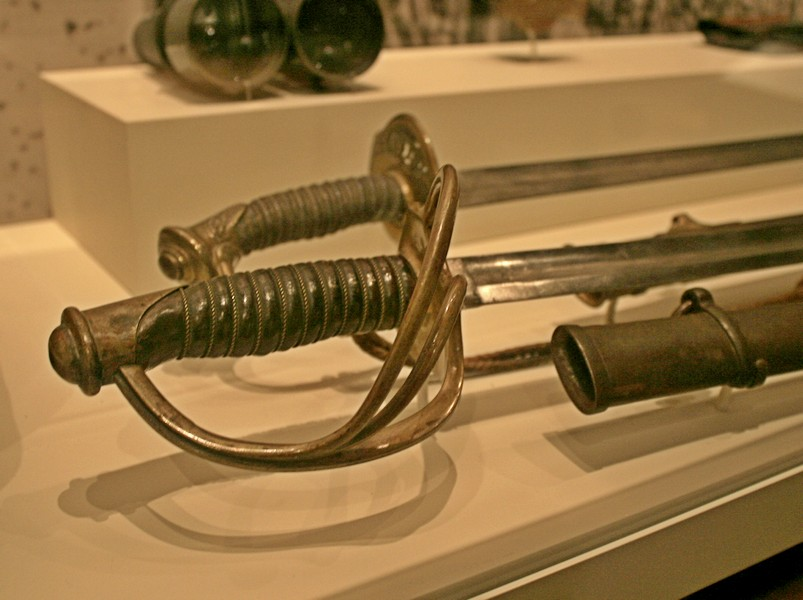
Appomattox, A. P. Hill kardja

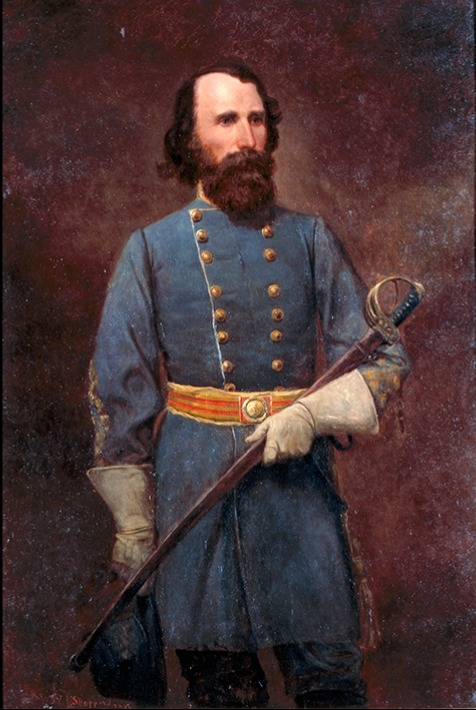
William Ludwell Sheppard festménye Hillről (1898)

1887-ben a Sons of Confederate Veterans (SCV) Petersburgben tartotta első összejövetelét és elhatározta, hogy táborát A. P. Hillről fogják elnevezni, mert a várost védő harmadik hadtest még egykori ezredét, a 12. virginiai ezredet is magába foglalta, tehát összes alakulata részt vett benne, továbbá mert Hill tábornok a közelben, Dinwiddie megyében halt meg a Harmadik Petersburgi ütközet során, pár nappal korábban, minthogy Lee tábornagy és a körülvett Észak-virginiai hadsereg letette a fegyvert. Egy markerkövet is állítottak annak a helyén, ahol Hill elesett. A tábor (páholy) főbb parancsnokai között volt Patrick Henry Drewry és Petersburg több terminuson keresztül megválasztott állami szenátora, Samuel D. Rodgers. A tábor átmenetileg kiürült 1938-ban, de 1959. június 9-én David Lyon parancsnok irányítása alatt újraélesztették. Petersburgben iskolát neveztek el Hill és más konföderációs vezetők után, mint például Lee, Stonewall Jackson, és Stuart.
Hill kardja a Chesterfield County Museumban nézhető meg.
Hill földi maradványait kétszer is eltemették Richmondban. Először 1867 februárjában hozták testét a Hollywood Cemetery temetőjébe. Az 1880-as évek végén több korábbi bajtársa adományalapot teremtett egy Hill számára, hogy emlékművet kapjon Richmondban. Hill maradványait ekkor megint áthelyezték, ezúttal az 1892. május 30-án felszentelt emlékmű alapjába temetve, melyet a földet hozzá adományozó Lewis Ginter parcelláján tettek le. Henry Heth vezette a megemlékezést és James A. Walker tartotta a beszédet. William Ludwell Sheppard tervei alapján Caspar Buberl készített egy bronzszobrot, ez került az emlékmű tetejére, a burkolatát pedig az A. P. Hill Camp adta. Az emlékmű a Laburnum sugárút és a Harmitage út kereszteződésében állt. A környéket a Hermitage út történelmi közretének hívják (Hermitage Road Historc District). Az emlékműnek nem volt párja Richmondban abban az értelemben, hogy egyik alatt sem volt eltemetve az illető, akinek állították. 2020. június 26-án a Hermitage Road Historic Association kiadott egy közleményt, miszerint Richmond városa eltávolítja a műemléket és új, megfelelőbb helyre szállítja át. A közleményt a Black Lives Matter kérése nyomán fogalmazták meg, mely a konföderációs emlékművek eltávolításának akart további lendületet adni a George Floyd 2020 májusi halálával kapcsolatos tiltakozások nyomán Richmondban.
2022 januárjában a richmondi polgármesteri hivatalban Levar Stoney bejelentette, hogy az oszlop és Hill maradványai igen hamar el lesznek távolítva. Ralph Northam virginiai kormányzó 2020. április 11-én engedélyt adott Richmond városának hogy a háborús veteránok közterületen álló emlékművének védelmét felülíró törvény alapján eltávolítsák. Mivel Hill volt az egyetlen konföderációs tábornok, akinek emlékműve alá a holttestét is eltemették Richmondban, a kormányzat hivatalnokai megakadályoztak mindenfajta intézkedést az emlékművel kapcsolatban, amíg Hill maradványainak új nyugvóhelyet nem találtak. A. P. Hill leszármazottainak kiterjedt rokonságából valaki pert indított, azt állítván, hogy a leszármazottak joga a szobor helyét meghatározni, nem a városé. A virginiai bíróság a város javára döntött és így a terv szerint a szobrot átszállítását határozta el a Black History Museum and Cultural Center of Virginia (Virginiai Kulturális Központ és Feketék Történelme Muzeum) épületébe. A szobor relokációjára 2022. december 12-én került sor, a fellebbezés elutasítása után. Ez volt az utolsó konföderációs szobor Richmondban. A. P. Hill maradványait egy nappal később, december 13-án tárták fel, és a virginiai Culpeperben helyezték örök nyugalomra. A Fairview Cemetery temetőjében hantolták el 2023. január 21-én. Az emlékmű szobor része raktárban várja, hogy A. P. Hill leszármazottainak ügyében döntés szülessék, akik azt szeretnék, ha a Cedar Mountain-i ütközet csatamezőjére szállítsák és továbbra is feltüntesse Hill sírjának helyét.
Az Egyesült Államok hadserege erődöt és hajót is nevezett el Hillről. Fort Walker neve korábban Fort A.P. Hill volt (1941–2023), és a virginiai Carline megyében helyezkedett el, kb. félúton Richmond és Washington, D.C. között. A 2. világháború során az Amerikai Egyesült Államok haditengerészete az egyik Liberty Ship hajóját SS A. P. Hill névre keresztelte.

## Szerepe a kultúrában és művészetben
- Ronald F. Maxwell mindkét polgárháborús filmjében, az 1993-ban készült Gettysburg címűben és a 2003-as Gods and Generals címűben is szerepel. Az előbbiben a történész és polgárháborús hagyományörző Patrick Falci kelti életre;[111] utóbbiban William Sanderson alakítja a szerepét.[112]

## Fordítás
Ez a szócikk részben vagy egészben  az   A. P. Hill című angol Wikipédia-szócikk ezen változatának fordításán alapul.  Az eredeti cikk szerkesztőit annak laptörténete sorolja fel. Ez a jelzés csupán a megfogalmazás eredetét és a szerzői jogokat jelzi, nem szolgál a cikkben szereplő információk forrásmegjelöléseként.